# Musée Bolo
Pour les articles homonymes, voir Bolo (homonymie).
Le Musée Bolo ou Musée suisse de l’informatique, de la culture numérique et du jeu vidéo est un musée privé consacré à la révolution numérique. Son espace d'exposition est situé sur le site de l'École polytechnique fédérale de Lausanne, en Suisse.

## Histoire
Yves Bolognini commence à collectionner le matériel informatique en 1995.
Depuis 2001, une association à but non lucratif, l'aBCM (Les amis du Bolo's Computer Museum), composée de bénévoles, entretient la collection (inventaire, restauration) et organise des événements publics en lien avec l'histoire de l'informatique.
Le 19 juin 2002, une exposition permanente, le Musée Bolo, est inaugurée à l'École polytechnique fédérale de Lausanne. Seuls quelques pourcents de la collection sont exposés, alors que la réserve principale comptant des milliers de pièces se trouve à proximité de la gare de Lausanne.
Fin 2004, le Musée Bolo devient membre de l'Association des musées suisses. Il fait également partie de la Coordination des musées lausannois.
Le 19 mars 2007, la fondation Mémoires Informatiques est fondée entre autres par Niklaus Wirth, Marielle Stamm, et Jean-Daniel Nicoud. Elle gère le Musée Bolo, qui est exploité par l'association des Amis du Musée Bolo.
En 2011, le Musée Bolo est entièrement rénové et présente une nouvelle exposition qui emmène le visiteur dans une enquête à la recherche de l'ordinateur disparu. Cette rénovation est également l'occasion de présenter au grand public deux ordinateurs rarissimes, le CORA-1 et le Thinking Machines CM-200.
En 2018, un grand projet de déménagement à Bussigny tombe à l'eau.
En 2020, le musée a dû lancer une campagne de fonds pour assurer sa survie.

## Contenu de l'exposition permanente
Au travers de plusieurs thèmes, le Musée Bolo présente les grands classiques de l'histoire de l'informatique tels que le premier IBM PC et le Macintosh. Mais on y trouve également les machines développées à l'EPFL (Smaky, BioWall) ainsi que des pièces rares (Silicon Graphics Indy signée de ses concepteurs), des calculatrices et des jeux vidéo.

Pièces du Musée Bolo
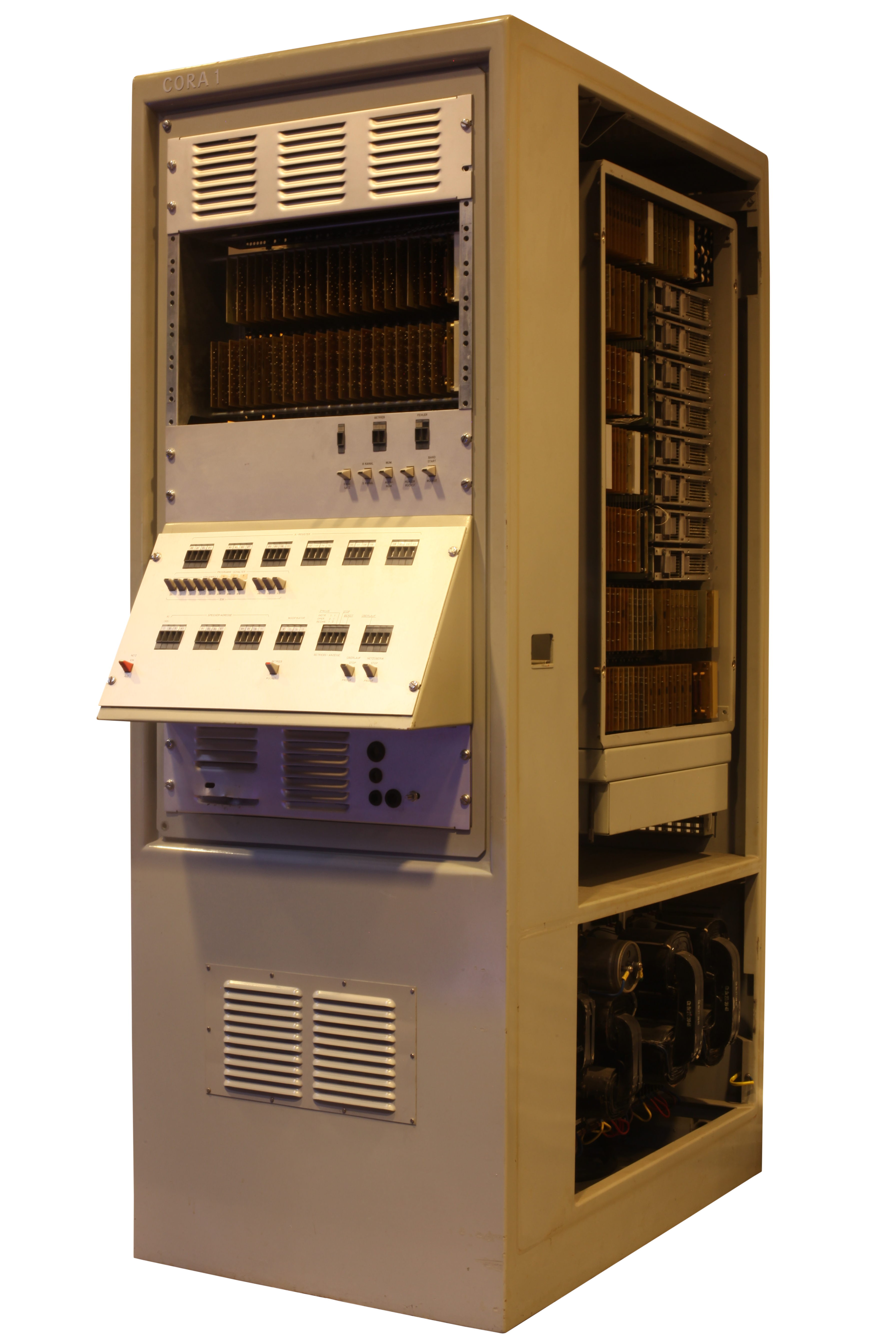
ordinateur Cora I de Contraves
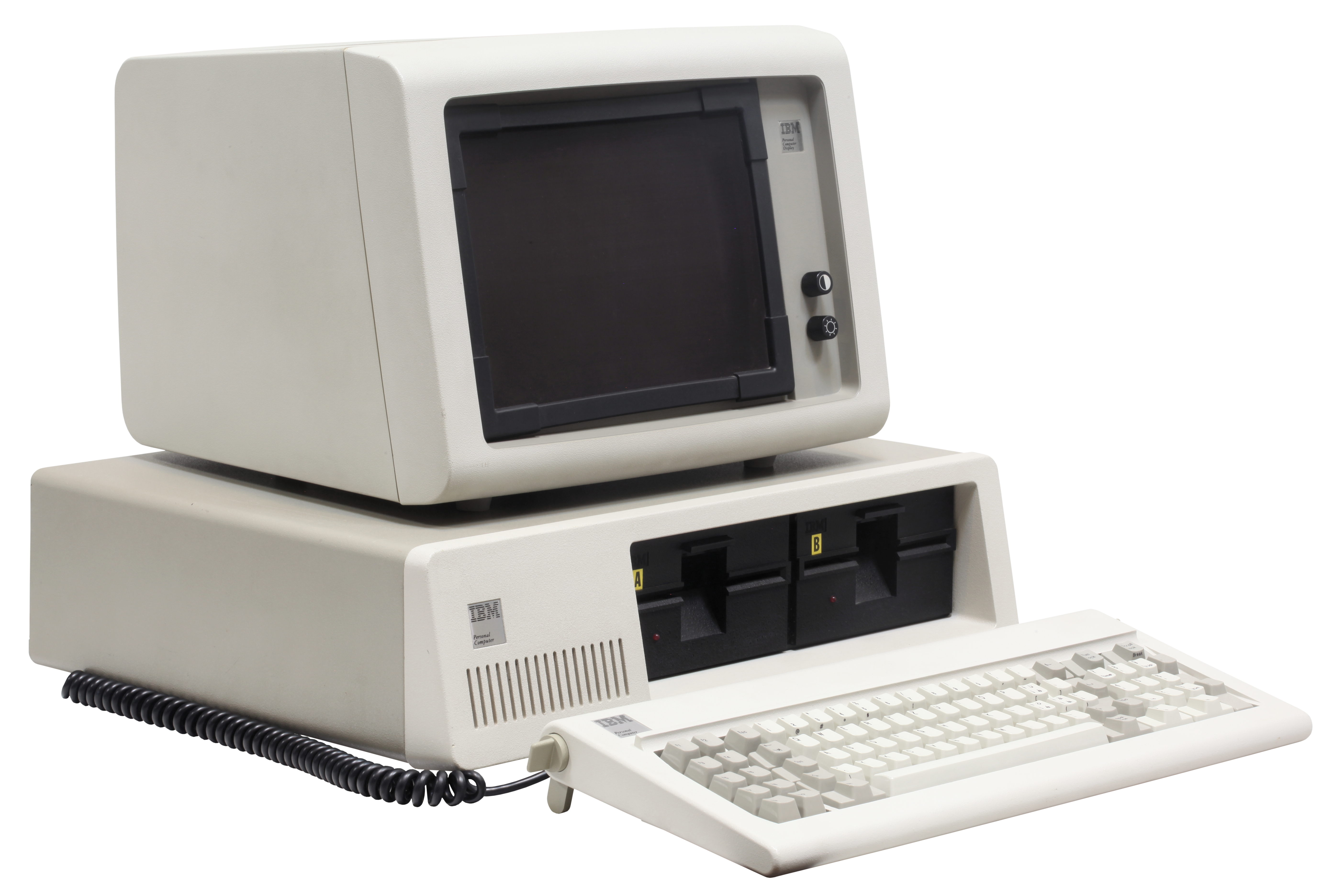
micro-ordinateur IBM PC d'IBM
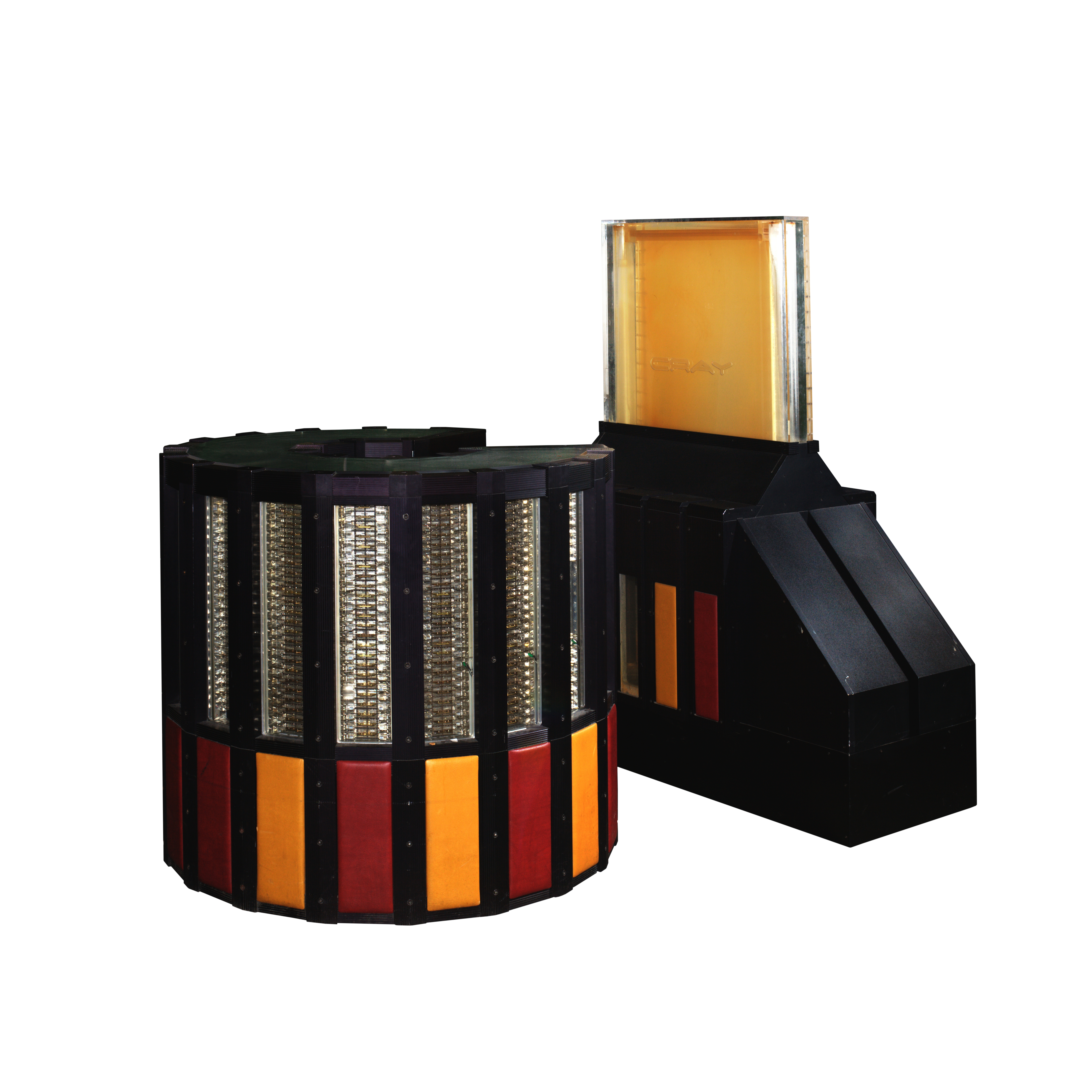
super-ordinateur Cray 2 de Cray
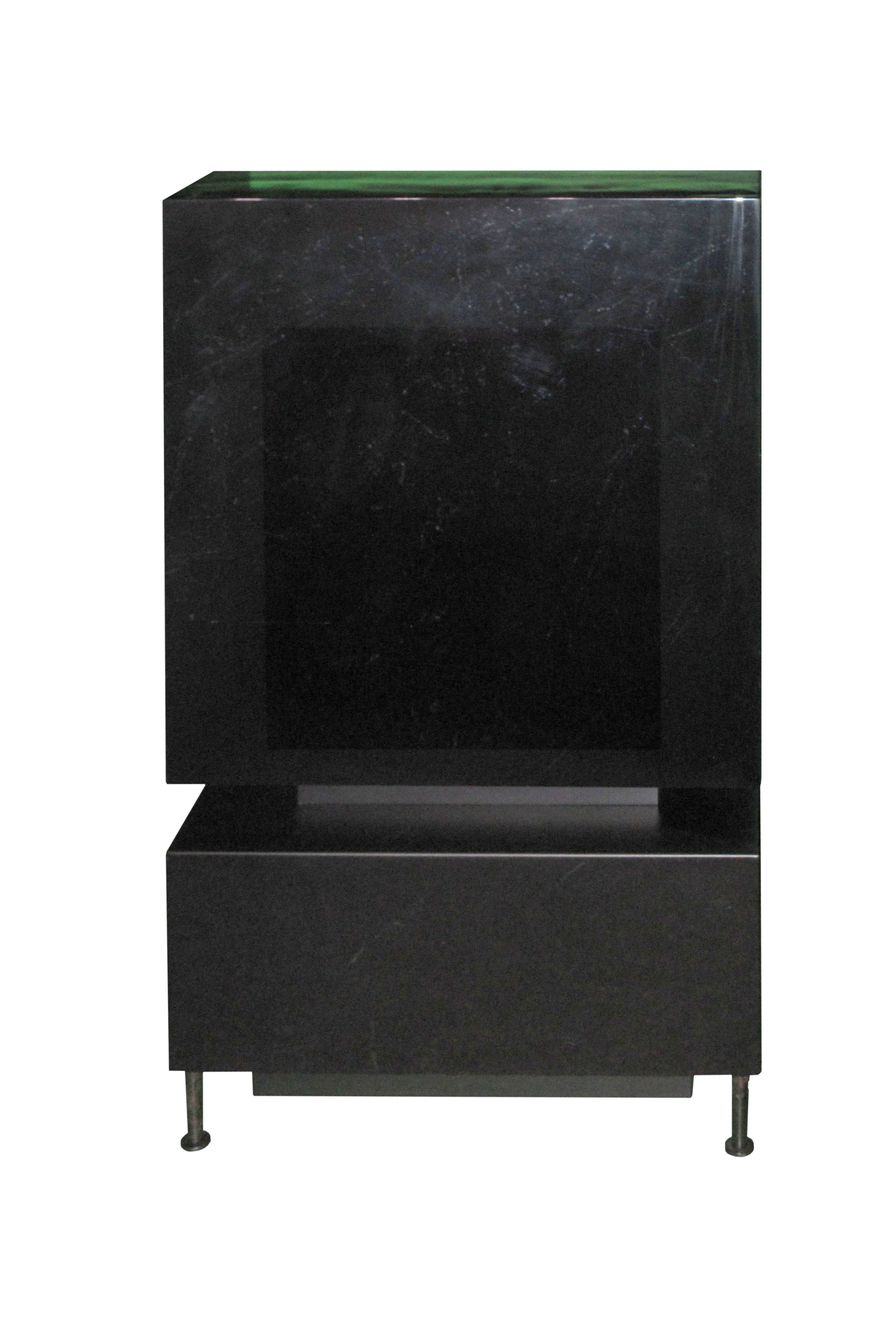
super-ordinateur Connection Machine CM-200, de Thinking Machines
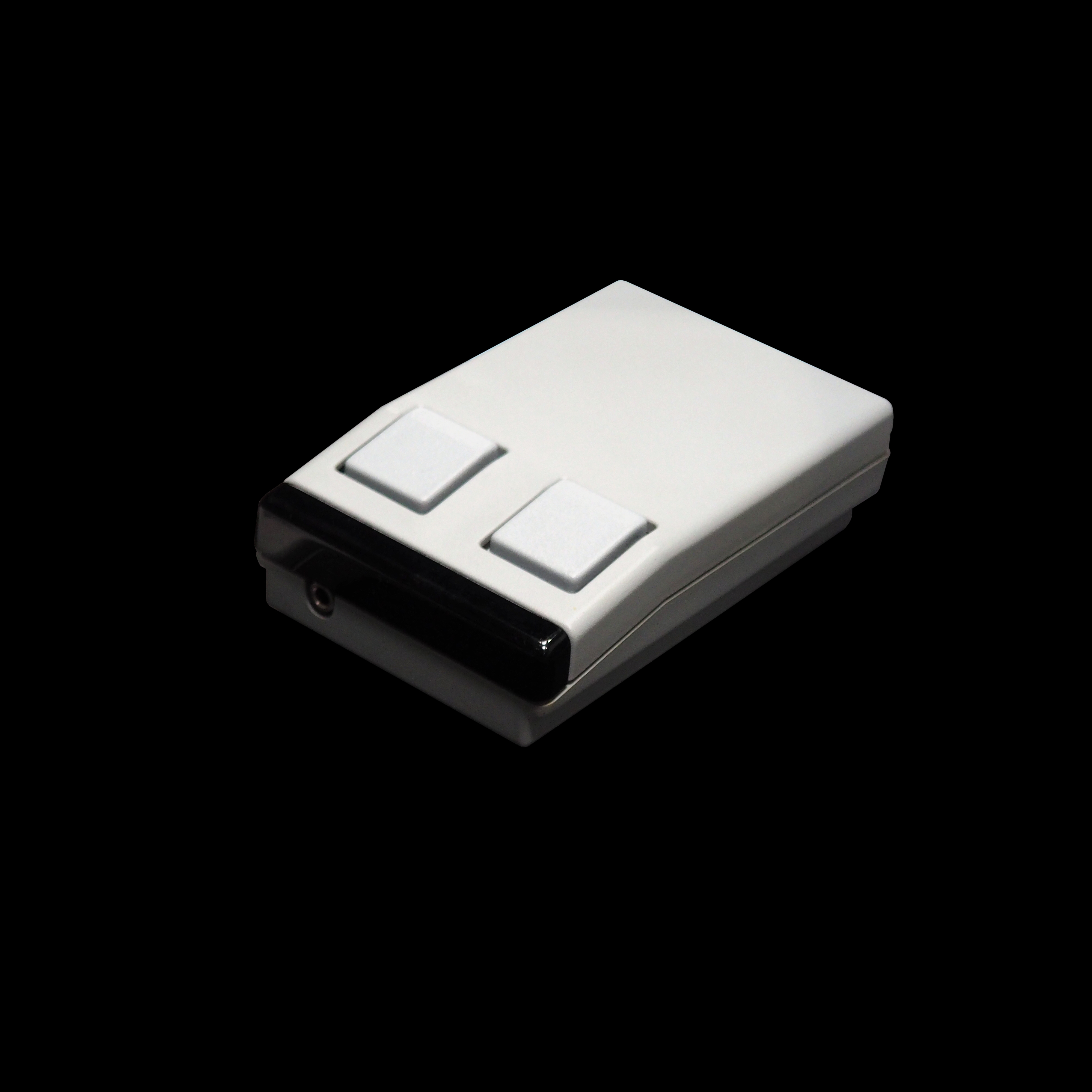
souris sans fil Logitech Metaphor
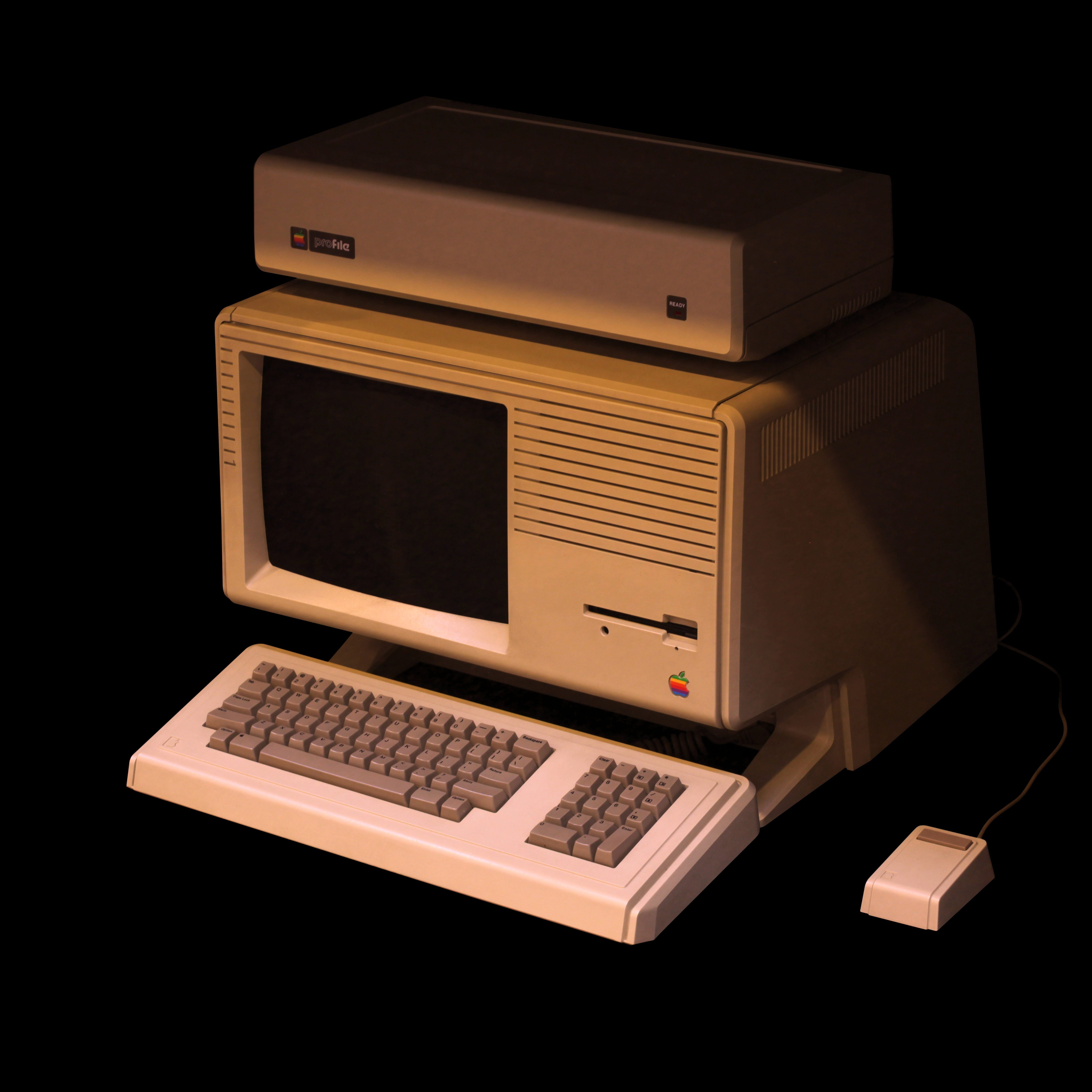
micro-ordinateur Apple Lisa II d'Apple
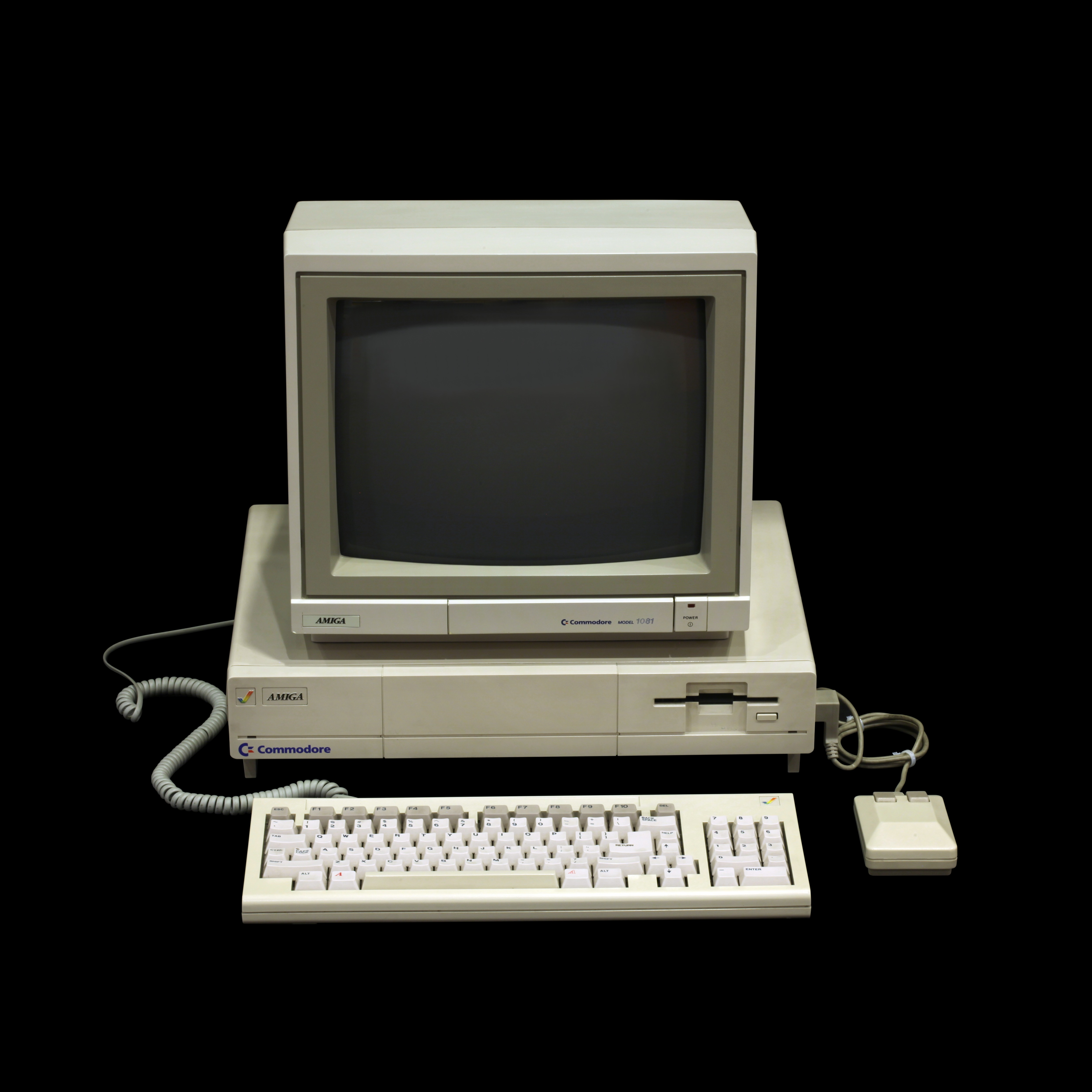
micro-ordinateur Amiga 1000 de Commodore
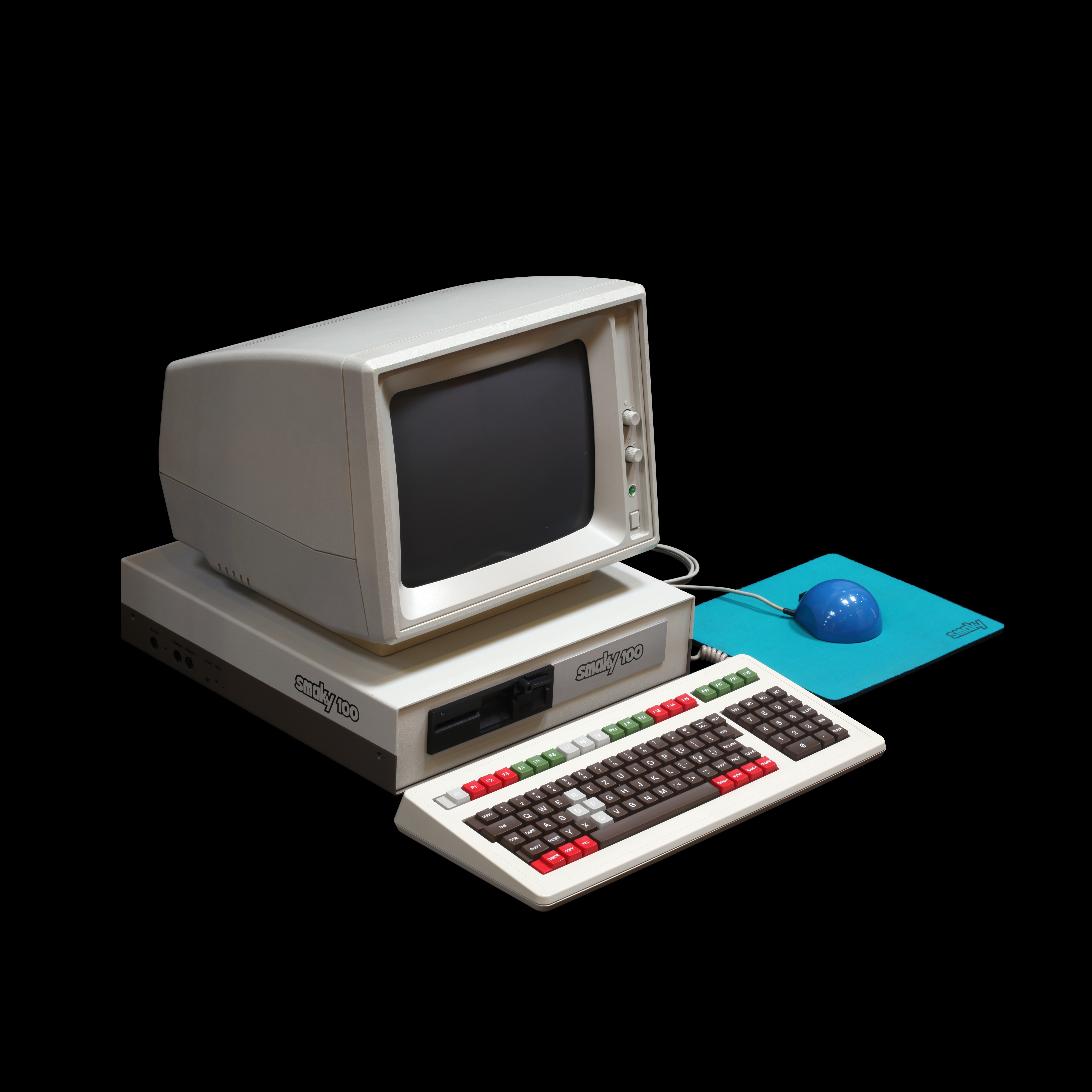
micro-ordinateur Smaky 100 d'Epsitec
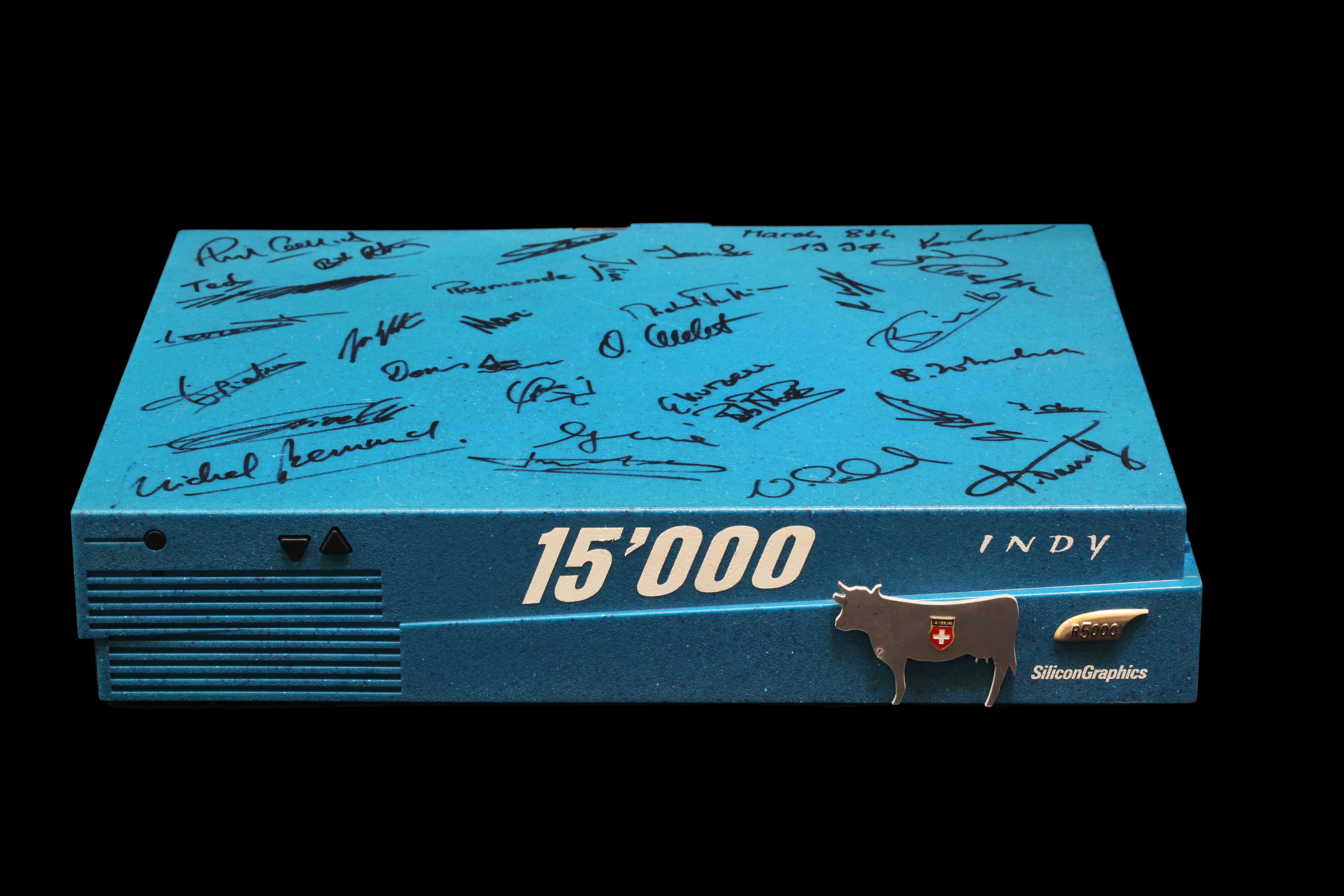
station de travail SGI Indy de Silicon Graphics